# 송방영
송방영(宋邦英, ? ~ 1307년)은 고려 시대의 문신으로 상장군을 지낸 송염(宋琰)의 아들이다. 본관은 여산(礪山)으로 여산 송씨 밀직공파의 파조.
1298년(충렬왕 24)에 하정사(賀正使)가 되어 원나라에 다녀왔으며, 1300년에 좌부승지가 되었다가 이듬해 좌승지가 되었다.
1303년에 밀직사사(密直司使)로 성절사(聖節使)가 되어 원나라에 다녀왔으며, 이듬해 전왕(前王)인 충선왕의 귀국을 방해한 죄로 원나라에 압송되었다가 그해 8월에 귀국하였고, 그해 12월에 동지(冬至)밀직사사로 다시 하정사가 되어 원나라에 다녀왔다.
1305년에 원나라 성종이 죽고, 원의 황위를 놓고 다투던 중 무종이 즉위하였고, 이때 밀직사사가 되어 그해 왕이 원나라에 가고자 하므로 따라가려고 하였으나 조적(曺頔)이 왕에게 말하기를, "상국(上國)에게 죄를 지었으니 마땅히 호종할 수 없습니다." 라고 함으로써 허락되지 않았다. 그러나 의주까지 따라가서 함께 가기를 청하여 다만 따로 가는 것을 허락받아 원나라에 가게 되었으나 충선왕은 무종의 황위 도모를 도운 공적과 그 세력의 힘으로 귀국을 방해하고 계국대장공주(薊國大長公主)를 서흥후(瑞興侯) 전(琠)에게 개가시키려고 한 죄를 물어 서흥후 전·왕유소(王維紹)·한신(韓愼)·송린(宋璘)·송균(宋均)·김충의(金忠義)·최연(崔涓) 등과 함께 원나라의 서울(大都)에서 참형을 당하였다.

## 계보
여산 송씨의 시조(始祖) 유익(維翊)의 4세손 여량부원군 송례(松禮)의 장남 염(琰)의 아들 대(代)에서 3개파, 차남 분(분)의 아들대(代)에서 2개파, 총 5개파로 나누고 염(琰)의 후손 송방영(宋邦英)이 파조(派祖)가 되며, 파명(派名)을 밀직공파(密直公派)로 한다.

## 송방영이 등장하는 작품
- 《왕은 사랑한다》 (MBC, 2017년~2017년, 배우: 최종환)